# Цивонюки
Цивонюки (пол. Ciwoniuki) — село в Польщі, у гміні Міхалово Білостоцького повіту Підляського воєводства.
Населення — 53 особи (2011).
У 1975-1998 роках село належало до Білостоцького воєводства.

## Демографія
Демографічна структура станом на 31 березня 2011 року:
|          | Загалом | Допрацездатний вік | Працездатний вік | Постпрацездатний вік |
| -------- | ------- | ------------------ | ---------------- | -------------------- |
| Чоловіки | 24      | 6                  | 12               | 6                    |
| Жінки    | 29      | 4                  | 8                | 17                   |
| Разом    | 53      | 10                 | 20               | 23                   |